# Eugeniusz
Eugeniusz – imię męskie pochodzenia greckiego. Oznacza „zacny“ lub „szlachetnie urodzony”. Jego żeńskim odpowiednikiem jest Eugenia.
W populacji Polaków imię to zajmowało w 2017 r. 70. miejsce (82 921 nadań).
Eugeniusz imieniny obchodzi 4 stycznia, 4 marca, 2 czerwca, 8 lipca, 13 lipca, 18 lipca, 29 lipca, 6 września, 13 listopada, 13 grudnia, 20 grudnia i 30 grudnia.

## Odpowiedniki w innych językach[2]
- angielski: Eugene, Gene
- białoruski: Яўген, Яўгеній
- chorwacki: Eugenije, Eugen
- czeski: Evžen
- francuski: Eugène
- grecki: Ευγένιος Eugénios
- hiszpański: Eugenio
- litewski: Eugenijus, Eugenas
- łotewski: Eižens, Jevgenijs
- niemiecki: Eugene
- portugalski: Eugênio
- rosyjski: Евгений, Евген, zdr. Женя
- rumuński: Eugeniu
- serbski: Евгеније Evgenije
- ukraiński: Євген, Євгеній
- węgierski: Jenő
- koreanski: 유진
- esperanto: Eŭgeno[3]

## Znane osoby noszące imię Eugeniusz
- Eugeniusz – cesarz rzymski z końca IV wieku
- Eugeniusz I (zm. 657), papież od 16 września 655 do 2 czerwca 657), święty Kościoła katolickiego, wspomnienie 2 czerwca
- Eugeniusz II (zm. 827), papież od maja 824 do sierpnia 827
- Eugeniusz III (zm. 1153), papież od 15 lutego 1145 do 8 lipca 1153, błogosławiony Kościoła katolickiego, wspomnienie 8 lipca
- Eugeniusz IV (1388-1447), papież od 3 marca 1431 do 23 lutego 1447
- Eugeniusz I, astronom, matematyk, arcybiskup Toledo (od 636 do 646)
- Eugeniusz II, arcybiskup Toledo (od 646 do 657), święty Kościoła katolickiego, wspomnienie 13 listopada
- Eugeniusz Ajewski
- Jewgienij Aleksiejew – rosyjski arcymistrz szachowy
- Eugenio Alliata – archeolog włoski
- Eugen Bakumovski
- Eugenio Barba
- Eugeniusz Baziak
- Eugeniusz de Beauharnais
- Eugen Bejinariu
- Jewgienij Biełow – reprezentant Rosji w biegach narciarskich
- Eugeniusz Bodo
- Eugene Cernan – astronauta amerykański
- Eugène Delacroix
- Eugeniusz Eibisch
- Eugeniusz Faber
- Jewgienij Frołow
- Eugeniusz Grzeszczak
- Gene Hackman
- Eugen Herrigel
- Eugène Ionesco
- Eugen Jebeleanu
- Jewgienij Kafielnikow
- Eugeniusz Kijewski
- Eugeniusz Kłopotek
- Eugeniusz Knapik
- Eugeniusz Konopacki
- Eugeniusz Kriegelewicz
- Gene Krupa – wybitny amerykański perkusista i kompozytor jazzowy polskiego pochodzenia
- Eugeniusz Kwiatkowski – minister
- Eugene Levy
- Eugeniusz Lokajski
- Eugeniusz Makulski
- Eugene Mallove
- Eugeniusz Małaczewski
- Eugeniusz de Mazenod – założyciel zakonu oblatów
- Eugeniusz Misiło - historyk, działacz mniejszości ukraińskiej w Polsce
- Eugeniusz Misztal
- Eugeniusz Molczyk
- Eugenio Montale
- Eugeniusz Morawski
- Eugeniusz Molski
- Eugeniusz Morski
- Eugene O’Neill
- Eugeniusz Olejarczyk
- Eugenio Pacelli – papież Pius XII
- Eugeniusz Pankiewicz
- Eugeniusz Paukszta
- Jewgienij Pluszczenko
- Eugène Pottier
- Jewgienij Primakow
- Eugeniusz Romański
- Eugeniusz Romer
- Eugeniusz Sabaudzki
- Eugen Sandow
- Eugen Schauman
- Eugene Shoemaker
- Eugeniusz Stasiecki
- Eugeniusz Szermentowski
- Eugeniusz Szymik
- Eugen Suchoň
- Eugeniusz Żmijewski